# 1. Fußball-Club Köln 01/07 2016-2017
Questa voce raccoglie le informazioni riguardanti l'1. Fußball-Club Köln 01/07 nelle competizioni ufficiali della stagione 2016-2017.

## Stagione
Nella stagione 2016-2017 il Colonia, allenato da Peter Stöger, concluse il campionato di Bundesliga al 5º posto. In coppa di Germania il Colonia fu eliminato agli ottavi di finale dall'Amburgo.

## Organigramma societario
Area tecnica
- Allenatore: Peter Stöger
- Allenatore in seconda: Manfred Schmid
- Preparatore dei portieri: Bade
- Responsabile preparazione atletica: Yann-Benjamin Kugel
- Preparatori atletici: Marcel Abanoz, Thorsten Klopp, Klaus Maierstein, Paul Schiedges

## Rosa
Aggiornata al 1º febbraio 2017.
| N. |                      | Ruolo | Calciatore        |
| -- | -------------------- | ----- | ----------------- |
| 1  | Germania (bandiera)  | P     | Timo Horn         |
| 2  | Serbia (bandiera)    | D     | Neven Subotić1    |
| 3  | Germania (bandiera)  | D     | Dominique Heintz  |
| 4  | Danimarca (bandiera) | D     | Frederik Sørensen |
| 5  | Slovenia (bandiera)  | D     | Dominic Maroh     |
| 6  | Germania (bandiera)  | C     | Marco Höger       |
| 7  | Germania (bandiera)  | C     | Marcel Risse      |
| 8  | Serbia (bandiera)    | C     | Miloš Jojić       |
| 9  | Lettonia (bandiera)  | A     | Artjoms Rudņevs   |
| 11 | Germania (bandiera)  | A     | Simon Zoller      |
| 13 | Giappone (bandiera)  | A     | Yūya Ōsako        |
| 14 | Germania (bandiera)  | D     | Jonas Hector      |
| 16 | Polonia (bandiera)   | D     | Paweł Olkowski    |

| N. |                     | Ruolo | Calciatore           |
| -- | ------------------- | ----- | -------------------- |
| 17 | Germania (bandiera) | A     | Christian Clemens    |
| 18 | Germania (bandiera) | P     | Thomas Kessler       |
| 19 | Francia (bandiera)  | A     | Serhou Guirassy      |
| 20 | Germania (bandiera) | C     | Salih Özcan          |
| 21 | Germania (bandiera) | C     | Leonardo Bittencourt |
| 24 | Germania (bandiera) | D     | Lukas Klünter        |
| 27 | Francia (bandiera)  | A     | Anthony Modeste      |
| 30 | Germania (bandiera) | C     | Marcel Hartel        |
| 33 | Germania (bandiera) | C     | Matthias Lehmann     |
| 34 | Germania (bandiera) | D     | Konstantin Rausch    |
| 35 | Germania (bandiera) | P     | Sven Müller          |
|    | Colombia (bandiera) | A     | Jhon Córdoba         |

1 in prestito dal Borussia Dortmund.

## Risultati

### Bundesliga

#### Girone di andata
| Arbitro: | Ittrich |

|                       |           |  |
| Risse 11’ Modeste 61’ | Marcatori |  |

| Wolfsburg 10 settembre 2016, ore 15:30 CEST 2ª giornata | Wolfsburg | 0 – 0 referto | Colonia | Volkswagen-Arena (29 067 spett.)\| Arbitro: \| Winkmann \| |
| Arbitro:                                                | Winkmann  |               |         |                                                            |

| Arbitro: | Zwayer |

|                                  |           |  |
| Modeste 29’, 43’ Bittencourt 31’ | Marcatori |  |

| Arbitro: | Hartmann |

|               |           |                                  |
| Huntelaar 36’ | Marcatori | 38’ Ōsako 77’ Modeste 83’ Zoller |

| Arbitro: | Cortus |

|           |           |          |
| Ōsako 25’ | Marcatori | 5’ Burke |

| Arbitro: | Siebert |

|             |           |             |
| Kimmich 40’ | Marcatori | 63’ Modeste |

| Arbitro: | Welz |

|                         |           |                       |
| Modeste 28’, 39’ (rig.) | Marcatori | 90’ (rig.) Hinterseer |

| Arbitro: | Willenborg |

|                        |           |             |
| Ibišević 12’ Stark 74’ | Marcatori | 65’ Modeste |

| Arbitro: | Brand |

|                       |           |  |
| Modeste 61’, 82’, 85’ | Marcatori |  |

| Arbitro: | Aytekin |

|              |           |  |
| Gaćinović 5’ | Marcatori |  |

| Arbitro: | Gräfe |

|            |           |                       |
| Stindl 32’ | Marcatori | 59’ Modeste 90’ Risse |

| Colonia 26 novembre 2016, ore 15:30 CET 12ª giornata | Colonia | 0 – 0 referto | Augusta | RheinEnergieStadion (50 000 spett.)\| Arbitro: \| Schmidt \| |
| Arbitro:                                             | Schmidt |               |         |                                                              |

| Arbitro: | Perl |

|                                   |           |  |
| Wagner 8’, 67’ Toljan 39’ Uth 89’ | Marcatori |  |

| Arbitro: | Zwayer |

|             |           |          |
| Rudņevs 28’ | Marcatori | 90’ Reus |

| Arbitro: | Stark |

|            |           |             |
| Gnabry 40’ | Marcatori | 28’ Rudņevs |

| Arbitro: | Gräfe |

|             |           |             |
| Modeste 21’ | Marcatori | 44’ Wendell |

| Magonza 22 gennaio 2017, ore 17:30 CET 17ª giornata | Magonza | 0 – 0 referto | Colonia | Opel Arena (29 314 spett.)\| Arbitro: \| Brych \| |
| Arbitro:                                            | Brych   |               |         |                                                   |

#### Girone di ritorno
| Arbitro: | Kampka |

|                |           |                                                                  |
| Sam 66’ (rig.) | Marcatori | 32’ (aut.) Sulu 37’, 72’ Ōsako 42’ Modeste 85’ Jojić 89’ Rudņevs |

| Arbitro: | Ittrich |

|                    |           |  |
| Modeste 81’ (rig.) | Marcatori |  |

| Arbitro: | Hartmann |

|                       |           |             |
| Grifo 32’ Philipp 77’ | Marcatori | 39’ Modeste |

| Arbitro: | Stieler |

|             |           |           |
| Modeste 43’ | Marcatori | 2’ Schöpf |

| Arbitro: | Fritz |

|                                         |           |           |
| Forsberg 5’ Maroh 34’ (aut.) Werner 65’ | Marcatori | 53’ Ōsako |

| Arbitro: | Drees |

|  |           |                                    |
|  | Marcatori | 25’ Martínez 48’ Bernat 90’ Ribéry |

| Arbitro: | Zwayer |

|                          |           |                         |
| Lezcano 42’ Brégerie 69’ | Marcatori | 15’ (rig.), 60’ Modeste |

| Arbitro: | Fritz |

|                                |           |                                |
| Ōsako 6’ Modeste 35’, 37’, 63’ | Marcatori | 50’ (rig.) Ibišević 69’ Brooks |

| Arbitro: | Siebert |

|                       |           |           |
| Müller 13’ Holtby 90’ | Marcatori | 25’ Jojić |

| Arbitro: | Stark |

|           |           |  |
| Jojić 53’ | Marcatori |  |

| Arbitro: | Brych |

|                         |           |                                       |
| Clemens 18’ Modeste 58’ | Marcatori | 13’ Vestergaard 55’ Traoré 80’ Stindl |

| Arbitro: | Winkmann |

|                                    |           |                |
| Hinteregger 6’ Verhaegh 23’ (rig.) | Marcatori | 65’ (aut.) Max |

| Arbitro: | Fritz |

|                 |           |              |
| Bittencourt 58’ | Marcatori | 90’ Demirbay |

| Dortmund 29 aprile 2017, ore 15:30 CEST 31ª giornata | Borussia Dortmund | 0 – 0 referto | Colonia | Signal Iduna Park (81 360 spett.)\| Arbitro: \| Stieler \| |
| Arbitro:                                             | Stieler           |               |         |                                                            |

| Arbitro: | Stark |

|                                             |           |                                     |
| Modeste 13’, 47’ Bittencourt 28’ Zoller 44’ | Marcatori | 34’ Bartels 40’ Selassie 62’ Gnabry |

| Arbitro: | Perl |

|                             |           |                       |
| Kießling 60’ Pohjanpalo 71’ | Marcatori | 14’ Jojić 49’ Klünter |

| Arbitro: | Hartmann |

|                      |           |  |
| Hector 43’ Ōsako 87’ | Marcatori |  |

### Coppa di Germania
| Arbitro: | Sather |

|  |           |                                                                       |
|  | Marcatori | 19’ Rausch 45’ Modeste 68’ Maroh 71’ Risse 75’ Rudņevs 79’, 88’ Ōsako |

| Arbitro: | Fritz |

|                       |           |           |
| Risse 36’ Modeste 91’ | Marcatori | 8’ Hübner |

| Arbitro: | Perl |

|                  |           |  |
| Jung 5’ Wood 75’ | Marcatori |  |

## Statistiche

### Statistiche di squadra
| Competizione      | Punti | In casa | In casa | In casa | In casa | In casa | In casa | In trasferta | In trasferta | In trasferta | In trasferta | In trasferta | In trasferta | Totale | Totale | Totale | Totale | Totale | Totale | DR  |
| Competizione      | Punti | G       | V       | N       | P       | Gf      | Gs      | G            | V            | N            | P            | Gf           | Gs           | G      | V      | N      | P      | Gf     | Gs     | DR  |
| ----------------- | ----- | ------- | ------- | ------- | ------- | ------- | ------- | ------------ | ------------ | ------------ | ------------ | ------------ | ------------ | ------ | ------ | ------ | ------ | ------ | ------ | --- |
| Bundesliga        | 49    | 17      | 9       | 6       | 2       | 29      | 17      | 17           | 3            | 7            | 7            | 22           | 25           | 34     | 12     | 13     | 9      | 51     | 42     | +9  |
| Coppa di Germania | -     | 1       | 1       | 0       | 0       | 2       | 1       | 2            | 1            | 0            | 1            | 7            | 2            | 3      | 2      | 0      | 1      | 9      | 3      | +6  |
| Totale            | -     | 18      | 10      | 6       | 2       | 31      | 18      | 19           | 4            | 7            | 8            | 29           | 27           | 37     | 14     | 13     | 10     | 60     | 45     | +15 |

### Andamento in campionato
| Giornata  | 1 | 2 | 3 | 4 | 5 | 6 | 7 | 8 | 9 | 10 | 11 | 12 | 13 | 14 | 15 | 16 | 17 | 18 | 19 | 20 | 21 | 22 | 23 | 24 | 25 | 26 | 27 | 28 | 29 | 30 | 31 | 32 | 33 | 34 |
| --------- | - | - | - | - | - | - | - | - | - | -- | -- | -- | -- | -- | -- | -- | -- | -- | -- | -- | -- | -- | -- | -- | -- | -- | -- | -- | -- | -- | -- | -- | -- | -- |
| Luogo     | C | T | C | T | C | T | C | T | C | T  | T  | C  | T  | C  | T  | C  | T  | T  | C  | T  | C  | T  | C  | T  | C  | T  | C  | C  | T  | C  | T  | C  | T  | C  |
| Risultato | V | N | V | V | N | N | V | P | V | P  | V  | N  | P  | N  | N  | N  | N  | V  | V  | P  | N  | P  | P  | N  | V  | P  | V  | P  | P  | N  | N  | V  | N  | V  |
| Posizione | 2 | 3 | 4 | 2 | 3 | 4 | 2 | 5 | 4 | 6  | 4  | 5  | 7  | 7  | 7  | 7  | 7  | 7  | 7  | 7  | 7  | 7  | 7  | 7  | 6  | 6  | 5  | 7  | 7  | 8  | 8  | 7  | 7  | 5  |

Legenda:

Luogo: C = Casa; T = Trasferta. Risultato: V = Vittoria; N = Pareggio; P = Sconfitta.

### Statistiche dei giocatori
| Giocatore      | Bundesliga | Bundesliga | Bundesliga  | Bundesliga | Coppa di Germania | Coppa di Germania | Coppa di Germania | Coppa di Germania | Totale   | Totale | Totale      | Totale     |
| Giocatore      | Presenze   | Reti       | Ammonizioni | Espulsioni | Presenze          | Reti              | Ammonizioni       | Espulsioni        | Presenze | Reti   | Ammonizioni | Espulsioni |
| -------------- | ---------- | ---------- | ----------- | ---------- | ----------------- | ----------------- | ----------------- | ----------------- | -------- | ------ | ----------- | ---------- |
| S. Bacher      | -          | -          | -           | -          | -                 | -                 | -                 | -                 | -        | -      | -           | -          |
| T. Horn        | 20         | 0          | 0           | 0          | 1                 | 0                 | 0                 | 0                 | 21       | 0      | 0           | 0          |
| T. Kessler     | 13         | 0          | 1           | 0          | 1                 | 0                 | 0                 | 0                 | 14       | 0      | 1           | 0          |
| S. Müller      | 1          | 0          | 0           | 0          | 1                 | 0                 | 0                 | 0                 | 2        | 0      | 0           | 0          |
| J. Hector      | 33         | 1          | 6           | 0          | 3                 | 0                 | 0                 | 0                 | 36       | 1      | 6           | 0          |
| D. Heintz      | 32         | 0          | 7           | 0          | 3                 | 0                 | 0                 | 0                 | 35       | 0      | 7           | 0          |
| L. Klünter     | 8          | 1          | 4           | 0          | -                 | -                 | -                 | -                 | 8        | 1      | 4           | 0          |
| D. Maroh       | 12         | 0          | 3           | 0          | 2                 | 1                 | 0                 | 0                 | 14       | 1      | 3           | 0          |
| P. Olkowski    | 14         | 0          | 2           | 0          | 2                 | 0                 | 0                 | 0                 | 16       | 0      | 2           | 0          |
| K. Rausch      | 28         | 0          | 4           | 0          | 3                 | 1                 | 1                 | 0                 | 31       | 1      | 5           | 0          |
| F. Sørensen    | 31         | 0          | 5           | 0          | 2                 | 0                 | 1                 | 0                 | 33       | 0      | 6           | 0          |
| N. Subotić     | 12         | 0          | 1           | 0          | -                 | -                 | -                 | -                 | 12       | 0      | 1           | 0          |
| L. Bittencourt | 16         | 3          | 3           | 0          | 2                 | 0                 | 0                 | 0                 | 18       | 3      | 3           | 0          |
| H. Çiftçi      | -          | -          | -           | -          | -                 | -                 | -                 | -                 | -        | -      | -           | -          |
| C. Clemens     | 12         | 1          | 2           | 0          | -                 | -                 | -                 | -                 | 12       | 1      | 2           | 0          |
| M. Hartel      | 2          | 0          | 0           | 0          | -                 | -                 | -                 | -                 | 2        | 0      | 0           | 0          |
| M. Höger       | 30         | 0          | 7           | 0          | 2                 | 0                 | 0                 | 0                 | 32       | 0      | 7           | 0          |
| M. Jojić       | 19         | 4          | 2           | 0          | 2                 | 0                 | 0                 | 0                 | 21       | 4      | 2           | 0          |
| M. Lehmann     | 21         | 0          | 7           | 0          | 2                 | 0                 | 0                 | 0                 | 23       | 0      | 7           | 0          |
| S. Özcan       | 13         | 0          | 0           | 1          | 2                 | 0                 | 0                 | 0                 | 15       | 0      | 0           | 1          |
| B. Risa        | -          | -          | -           | -          | -                 | -                 | -                 | -                 | -        | -      | -           | -          |
| M. Risse       | 13         | 2          | 1           | 0          | 2                 | 2                 | 0                 | 0                 | 15       | 4      | 1           | 0          |
| S. Guirassy    | 6          | 0          | 2           | 0          | -                 | -                 | -                 | -                 | 6        | 0      | 2           | 0          |
| A. Modeste     | 34         | 25         | 3           | 0          | 3                 | 2                 | 2                 | 0                 | 37       | 27     | 5           | 0          |
| Y. Ōsako       | 30         | 7          | 4           | 0          | 2                 | 2                 | 0                 | 0                 | 32       | 9      | 4           | 0          |
| A. Rudņevs     | 18         | 3          | 3           | 0          | 3                 | 1                 | 0                 | 0                 | 21       | 4      | 3           | 0          |
| S. Zoller      | 26         | 2          | 3           | 0          | 3                 | 0                 | 0                 | 0                 | 29       | 2      | 3           | 0          |
| M. Mavraj      | 16         | 0          | 2           | 0          | 1                 | 0                 | 0                 | 0                 | 17       | 0      | 2           | 0          |
| F. Mladenović  | 2          | 0          | 0           | 0          | -                 | -                 | -                 | -                 | 2        | 0      | 0           | 0          |